# Nowielin
Nowielin – wieś w Polsce położona w województwie zachodniopomorskim, w powiecie pyrzyckim, w gminie Pyrzyce.
W latach 1975–1998 miejscowość administracyjnie należała do województwa szczecińskiego.

## Historia miejscowości
Po raz pierwszy wzmiankowana w 1240 roku. 
We wsi był przystanek kolejowy Nowielin.

## Zabytki
- Ruina pałacu z ok. 1790 r., otoczona z trzech stron parkiem krajobrazowym, wybudowany jako parterowy, późnobarokowy dworek kryty mansardowym dachem[4];
- Kościół renesansowy, przebudowany z romańskiego, pierwotnie wybudowany z ciosów granitowych w 2. połowie XIII wieku. Wieża gotycka z ok. 1500 z krenelażem i smukłym, ceglanym hełmem[5]. Wystrój renesansowo-barokowy.